# Cerkiew Zaśnięcia Najświętszej Maryi Panny w Sarii
Cerkiew Zaśnięcia Najświętszej Maryi Panny – prawosławna cerkiew parafialna w Sarii na Białorusi, w dekanacie wierchniedźwińskim eparchii połockiej i głębockiej Egzarchatu Białoruskiego Patriarchatu Moskiewskiego. Świątynia została wybudowana przy pałacu Łopacińskich w latach 1852-1857 jako kaplica grobowa pod wezwaniem Najświętszej Maryi Panny. Jest to jeden z najwspanialszych przykładów neogotyku na Białorusi.

## Historia
Świątynia została ufundowana przez Ignacego Łopacińskiego, ówczesnego właściciela Sarii, na pamiątkę jego zmarłej żony Marii. Autorem projektu był pruski architekt Gustaw Schacht. Materiał budowlany pozyskano z cegielni należącej do Łopacińskich. Łopaciński miał trudności z uzyskaniem pozwolenia na budowę kościoła, dlatego budynek wzniesiono jako rodzinny grobowiec.
W ramach represji po powstaniu styczniowym w 1865 roku cerkiew została skonfiskowana przez władze carskie i przekazana prawosławnym. W 1878 r. opracowano projekt budowy dzwonnicy przed fasadą świątyni, lecz nie został on zrealizowany.  
W 1903 roku w świątyni umieszczono ikonę św. Teodozjusza Czernichowskiego. W latach 1928–1931 proboszczem był ks. Piotr Josifowicz Malej. 20 stycznia 1931 roku władze sowieckie zamknęły cerkiew i aresztowały proboszcza, który 25 lutego 1931 roku został rozstrzelany w Połocku.
Po II wojnie światowej budynek wykorzystywano jako magazyn nawozów mineralnych, a później jako klub. Pod koniec lat 80. XX w. świątynię częściowo odbudowano, jednak nie odrestaurowano jej całkowicie. W 1989 r. budynek zwrócono katolikom, natomiast w październiku 1990 r. przekazano go prawosławnej parafii Zaśnięcia Najświętszej Marii Panny. Rok później wznowiono w nim nabożeństwa.
Przed kościołem, w miejscu grobu Łopacińskich, w 2010 roku wzniesiono kamień pamiątkowy. 8 lipca 2011 roku poświęcono pomnik św. Piotra i św. Fewronii. W cerkwi umieszczono ikonę zawierającą relikwie tych świętych.

## Architektura
Jest to świątynia jednonawowa, wzniesiona na planie prostokąta, z trójbocznie zamkniętym prezbiterium i dwiema niewielkimi zakrystiami. Fasada ma strukturę trójdzielną. Środkowa część, z portalem i znajdującym się nad nim ostrołukowym oknem, wydzielona jest znajdującymi się po bokach pięciobocznymi szkarpami zwieńczonymi pinaklami. Podobne lecz niższe pinakle wieńczą szkarpy opinające elewacje boczne. Całą budowlę obiega fryz i neogotycka attyka. Na uwagę zasługują oryginalne dwudzielne ostrołukowe ornamenty fasady. We wnętrzu kościoła oraz na cmentarzu przykościelnym znajdowały się groby rodzinne Łopacińskich.

Galeria
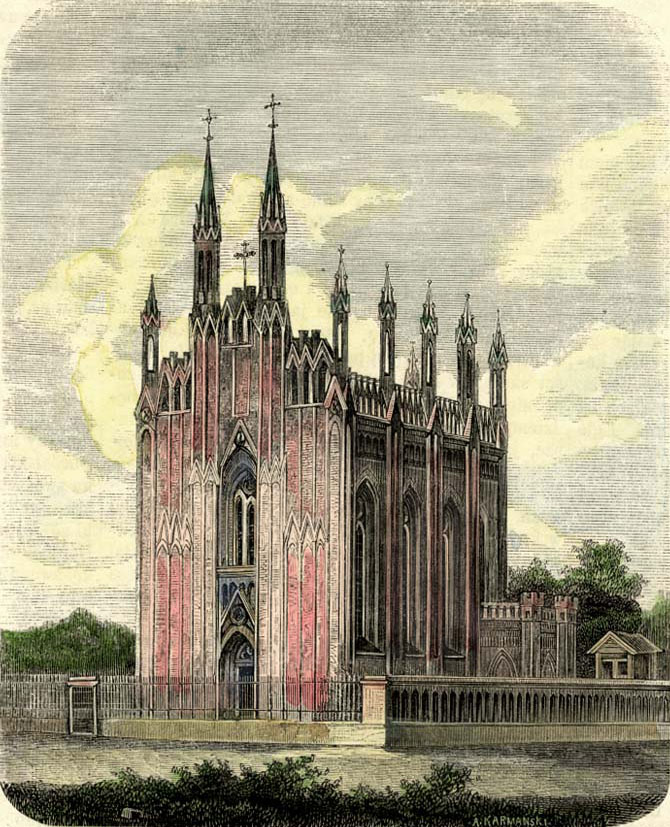
Świątynia na rycinie Alfreda Karmańskiego
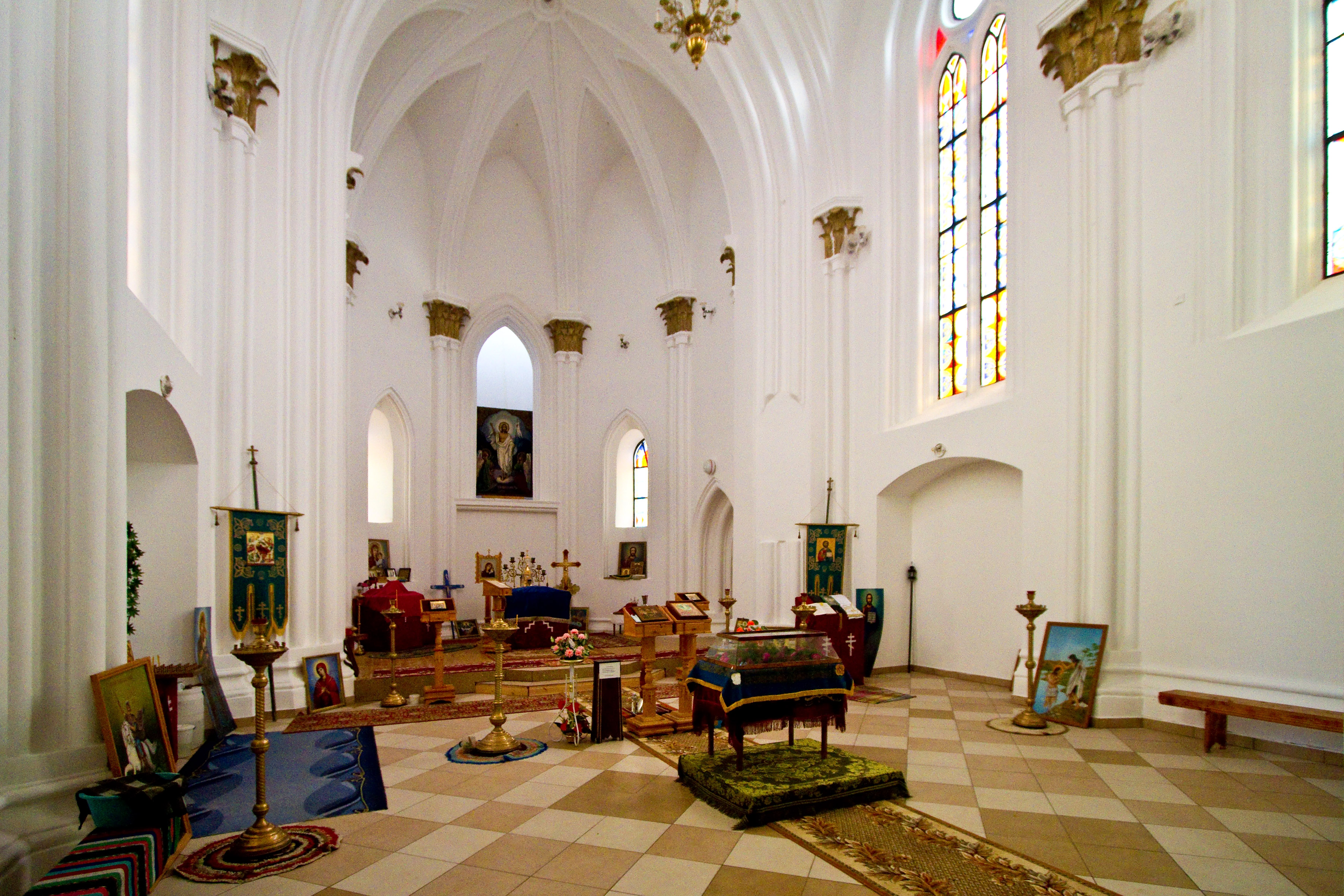
Wnętrze w 2010 roku